# Anthrax monacha
Anthrax monacha är en tvåvingeart som först beskrevs av Sack 1909.  Anthrax monacha ingår i släktet Anthrax och familjen svävflugor. Inga underarter finns listade i Catalogue of Life.